# Tratado de Amiens
O Tratado de Amiens foi um tratado de paz firmado em 25 de março de 1802 na cidade francesa de Amiens, finalizando às hostilidades existentes entre França e Reino Unido durante as Guerras Revolucionárias Francesas. O tratado, que foi assinado entre José Bonaparte e o Marquês de Cornwallis, foi chamado de "tratado de paz definitivo", pois trouxe fim ao conflito entre as duas maiores potências bélicas da Europa naquele tempo. Esse "fim" não durou muito, pois foi quebrado um ano depois. Mesmo assim, marcou um dos poucos anos de paz que a Europa veria em muito tempo, já que a França vinha participando de repetidas batalhas desde 1793 até 1815, considerado o fim das Guerras Francesas.

## Termos

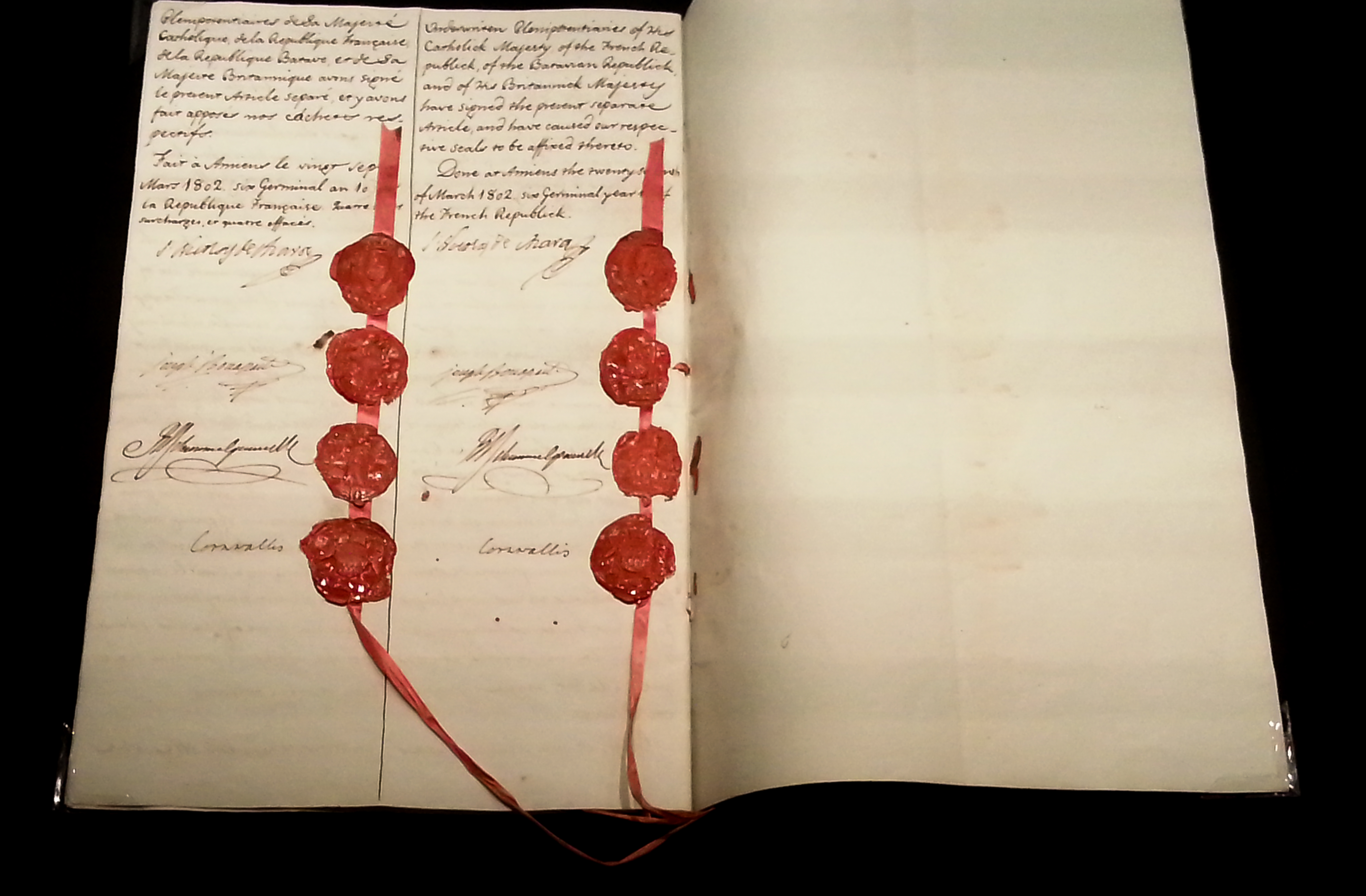
Página do Tratado com os oito selos e as oito assinaturas dos signatários

O tratado, além de confirmar "paz, amizade e bom entendimento", exigia o seguinte:
- A restauração de prisioneiros e reféns.
- A Grã-Bretanha devolverá a Colônia do Cabo à República Batávia.
- A Grã-Bretanha deve devolver a maior parte de sua Guiana Holandesa capturada à República Batávia.
- Grã-Bretanha deve retirar suas forças do Egito.
- Espanha concorda com o domínio britânico de Trinidad.[3]
- A República Batávia cederá o Ceilão, anteriormente sob o controle das Províncias Unidas e da Companhia Holandesa das Índias Orientais, à Grã-Bretanha.[3]
- A França deve retirar suas forças dos Estados Pontifícios e do Reino de Nápoles.
- A Guiana Francesa vai ter suas fronteiras definidas.
- Malta, Gozo e Comino serão devolvidos aos Cavaleiros Hospitalários e declarados neutros.
- Gibraltar permanecerá sob o domínio britânico.
- Menorca será devolvido à Espanha.
- A Casa de Orange-Nassau deve ser compensada por suas perdas na Holanda.
- A República Septinsular foi reconhecida pelos partidos signatários.

Dois dias após a assinatura do tratado, todas as quatro partes assinaram um adendo, especificamente reconhecendo que o não uso dos idiomas de todas as potências signatárias (o tratado foi publicado em inglês e francês) não foi prejudicial e não deve ser visto como um cenário de precedente. Afirmou também que a omissão dos títulos de qualquer pessoa era não intencional e não tinha a intenção de ser prejudicial. Os representantes holandeses e franceses assinaram uma convenção separada, esclarecendo que a República Batávia não seria financeiramente responsável pela indenização paga à Casa de Orange-Nassau.
As preliminares foram assinadas em Londres em 1 de outubro de 1801. O rei George proclamou a cessação das hostilidades em 12 de outubro.
contêm relatos de visitas britânicas à França durante o interlúdio.

## Guerra
Em 17 de maio de 1803, antes da declaração oficial de guerra e sem qualquer aviso, a Marinha Real capturou todos os navios mercantes franceses e holandeses estacionados na Grã-Bretanha ou navegando, apreendendo mais de dois milhões de libras de mercadorias e levando suas tripulações como prisioneiros. Em resposta a essa provocação, em 22 de maio (2 Prairial, ano XI), o Primeiro Cônsul ordenou a prisão de todos os homens britânicos com idades entre 18 e 60 anos na França e na Itália, prendendo muitos civis viajantes. Os atos foram denunciados como ilegais por todas as grandes potências. Bonaparte afirmou na imprensa francesa que os prisioneiros britânicos que ele havia levado somavam 10 000, mas documentos franceses compilados em Paris alguns meses depois mostram que os números eram 1 181. Não foi até a abdicação de Bonaparte em 1814 que o último dos civis britânicos presos foi autorizado a voltar para casa.
Addington provou ser um primeiro-ministro ineficaz em tempos de guerra e foi substituído em 10 de maio de 1804 por William Pitt, que formou a Terceira Coligação. Pitt esteve envolvido em tentativas fracassadas de assassinato na vida de Bonaparte por Cadoudal e Pichegru.
 

Napoleão, agora imperador dos franceses, reuniu exércitos na costa da França para invadir a Grã-Bretanha, mas a Áustria e a Rússia, aliados da Grã-Bretanha, estavam se preparando para invadir a França. Os exércitos franceses foram batizados de La Grande Armée e secretamente deixaram a costa para marchar contra a Áustria e a Rússia antes que esses exércitos pudessem se combinar. O Grande Armée derrotou a Áustria em Ulm um dia antes da Batalha de Trafalgar, e a vitória de Napoleão na Batalha de Austerlitz efetivamente destruiu a Terceira Coligação. Em 1806, a Grã-Bretanha retomou a Colônia do Cabo da República Batava. Napoleão aboliu a república mais tarde naquele ano em favor do Reino da Holanda, governado por seu irmão Luís. No entanto, em 1810, os Países Baixos tornaram-se oficialmente parte da França.